# Sandwich (Massachusetts)
Sandwich is een plaats (town) in Barnstable County in de Amerikaanse staat Massachusetts. In 2000 had de plaats een inwonertal van 20.136 en waren er 7335 huishoudens. Sandwich is gelegen aan de noordkust van Cape Cod. Tot Sandwich behoren ook de dorpen East Sandwich en Forestdale.

## Trivia
De kerk op de voorkant van de cover van de lp "How Great Thou Art" van Elvis Presley uit 1967 is The First Church of Christ kerk aan de Mainstreet van Sandwich.